# Volta al País Basc 2019
La Volta al País Basc 2019 va ser la 59a edició de la Volta al País Basc. La cursa es disputà en sis etapes entre el 8 i el 13 d'abril de 2019, amb inici a Zumarraga i final a Eibar. La cursa formava part de l'UCI World Tour 2019.
Durant les cinc primeres etapes el Bora-Hansgrohe va dominar la cursa, amb tres victòries d'etapa de Maximilian Schachmann i una d'Emanuel Buchmann i el liderat de la cursa, però en la darrera etapa tot va canviar. L'Astana Qazaqstan Team va dinamitar l'etapa i aconseguí la victòria final de la mà del basc Ion Izagirre. Daniel Martin (UAE Team Emirates) i Emanuel Buchmann (Bora-Hansgrohe) completaren el podi. En les classificacions secundàries Maximilian Schachmann (Bora-Hansgrohe) guanyà la classificació per punts, Adam Yates (Mitchelton-Scott) guanyà la classificació de la muntanya i Tadej Pogačar (UAE Team Emirates) la dels joves.

## Equips participants
A la cursa hi prengueren part vint-i-tres equips, els divuit amb llicència World Tour, i cinc equips continentals professionals:
| WorldTeams (18)- AG2R La Mondiale - Astana - Bahrain-Merida - Bora-hansgrohe - CCC Team - Deceuninck-Quick Step - Dimension Data - EF Education First - Groupama-FDJ - Team Jumbo-Visma - Lotto Soudal - Mitchelton-Scott - Movistar Team - Katusha-Alpecin - Sky - Team Sunweb - Trek-Segafredo - UAE Team Emirates Equips continentals professionals (5)- Burgos-BH - Caja Rural-Seguros RGA - Cofidis, Solutions Crédits - Euskadi Basque Country-Murias - Manzana Postobón |
| |

## Etapes
| Etapa    | Data      | Ciutats d'etapa                                      | type                      | Distància (km) | Vencedor de l'etapa   | Líder de la general   |
| -------- | --------- | ---------------------------------------------------- | ------------------------- | -------------- | --------------------- | --------------------- |
| 1a etapa | 8 de abr  | Zumarraga – Zumarraga                                | contrarellotge individual | 11,2           | Maximilian Schachmann | Maximilian Schachmann |
| 2a etapa | 9 de abr  | Zumarraga – Gorraiz                                  | etapa accidentada         | 149,5          | Julian Alaphilippe    | Maximilian Schachmann |
| 3a etapa | 10 de abr | Sarriguren – Santuari de Nuestra Señora de Estíbaliz | etapa accidentada         | 191,4          | Maximilian Schachmann | Maximilian Schachmann |
| 4a etapa | 11 de abr | Vitòria – Arrigorriaga                               | etapa de mitja muntanya   | 164,1          | Maximilian Schachmann | Maximilian Schachmann |
| 5a etapa | 12 de abr | Arrigorriaga – Arrate                                | etapa de muntanya         | 149,8          | Emanuel Buchmann      | Emanuel Buchmann      |
| 6a etapa | 13 de abr | Eibar – Eibar                                        | etapa de muntanya         | 118,2          | Adam Yates            | Ion Izagirre Insausti |

### Etapa 1
| \| Classificació de l'etapa \| Classificació de l'etapa \| Classificació de l'etapa \| Classificació de l'etapa \| Classificació de l'etapa \| \| Corredor \| Corredor \| Equip \| Temps \| \| \| ------------------------ \| ------------------------ \| ------------------------ \| ------------------------ \| ------------------------ \| \| 1r \| Maximilian Schachmann \| Bora-Hansgrohe \| 17' 10" \| \| \| 2n \| Daniel Martínez Poveda \| EF Education First \| + 9" \| \| \| 3r \| Michał Kwiatkowski \| Team Sky \| + 10" \| \| \| 4t \| Julian Alaphilippe \| Deceuninck-Quick Step \| + 12" \| \| \| 5è \| Adam Yates \| Mitchelton-Scott \| + 16" \| \| \| 6è \| Patrick Konrad \| Bora-Hansgrohe \| + 19" \| \| \| 7è \| Ion Izagirre Insausti \| Astana \| + 22" \| \| \| 8è \| Enric Mas Nicolau \| Deceuninck-Quick Step \| + 24" \| \| \| 9è \| Geraint Thomas \| Team Sky \| + 30" \| \| \| 10è \| Hugh Carthy \| EF Education First \| + 31" \| \| |                        |                       |         |
| |                        |                       |         |
| Font: ProCyclingStats |                        |                       |         |
| Classificació de l'etapa |                        |                       |         |
| Corredor | Corredor               | Equip                 | Temps   |
| 1r | Maximilian Schachmann  | Bora-Hansgrohe        | 17' 10" |
| 2n | Daniel Martínez Poveda | EF Education First    | + 9"    |
| 3r | Michał Kwiatkowski     | Team Sky              | + 10"   |
| 4t | Julian Alaphilippe     | Deceuninck-Quick Step | + 12"   |
| 5è | Adam Yates             | Mitchelton-Scott      | + 16"   |
| 6è | Patrick Konrad         | Bora-Hansgrohe        | + 19"   |
| 7è | Ion Izagirre Insausti  | Astana                | + 22"   |
| 8è | Enric Mas Nicolau      | Deceuninck-Quick Step | + 24"   |
| 9è | Geraint Thomas         | Team Sky              | + 30"   |
| 10è | Hugh Carthy            | EF Education First    | + 31"   |

| \| Classificació general \| Classificació general \| Classificació general \| Classificació general \| Classificació general \| \| Corredor \| Corredor \| Equip \| Temps \| \| \| --------------------- \| ---------------------- \| --------------------- \| --------------------- \| --------------------- \| \| 1r \| Maximilian Schachmann \| Bora-Hansgrohe \| 17' 10" \| \| \| 2n \| Daniel Martínez Poveda \| EF Education First \| + 9" \| \| \| 3r \| Michał Kwiatkowski \| Team Sky \| + 10" \| \| \| 4t \| Julian Alaphilippe \| Deceuninck-Quick Step \| + 12" \| \| \| 5è \| Adam Yates \| Mitchelton-Scott \| + 16" \| \| \| 6è \| Patrick Konrad \| Bora-Hansgrohe \| + 19" \| \| \| 7è \| Ion Izagirre Insausti \| Astana \| + 22" \| \| \| 8è \| Enric Mas Nicolau \| Deceuninck-Quick Step \| + 24" \| \| \| 9è \| Geraint Thomas \| Team Sky \| + 30" \| \| \| 10è \| Hugh Carthy \| EF Education First \| + 31" \| \| |                        |                       |         |
| |                        |                       |         |
| Font: ProCyclingStats |                        |                       |         |
| Classificació general |                        |                       |         |
| Corredor | Corredor               | Equip                 | Temps   |
| 1r | Maximilian Schachmann  | Bora-Hansgrohe        | 17' 10" |
| 2n | Daniel Martínez Poveda | EF Education First    | + 9"    |
| 3r | Michał Kwiatkowski     | Team Sky              | + 10"   |
| 4t | Julian Alaphilippe     | Deceuninck-Quick Step | + 12"   |
| 5è | Adam Yates             | Mitchelton-Scott      | + 16"   |
| 6è | Patrick Konrad         | Bora-Hansgrohe        | + 19"   |
| 7è | Ion Izagirre Insausti  | Astana                | + 22"   |
| 8è | Enric Mas Nicolau      | Deceuninck-Quick Step | + 24"   |
| 9è | Geraint Thomas         | Team Sky              | + 30"   |
| 10è | Hugh Carthy            | EF Education First    | + 31"   |

### Etapa 2
| \| Classificació de l'etapa \| Classificació de l'etapa \| Classificació de l'etapa \| Classificació de l'etapa \| Classificació de l'etapa \| \| Corredor \| Corredor \| Equip \| Temps \| \| \| ------------------------ \| ------------------------ \| ------------------------ \| ------------------------ \| ------------------------ \| \| 1r \| Julian Alaphilippe \| Deceuninck-Quick Step \| 3h 29' 37" \| \| \| 2n \| Bjorg Lambrecht \| Lotto-Soudal \| + 1" \| \| \| 3r \| Michał Kwiatkowski \| Team Sky \| + 1" \| \| \| 4t \| Omar Fraile Matarranz \| Astana \| + 1" \| \| \| 5è \| Valentin Madouas \| Groupama-FDJ \| + 1" \| \| \| 6è \| Maximilian Schachmann \| Bora-Hansgrohe \| + 1" \| \| \| 7è \| Patrick Konrad \| Bora-Hansgrohe \| + 1" \| \| \| 8è \| Ion Izagirre Insausti \| Astana \| + 1" \| \| \| 9è \| Tadej Pogačar \| UAE Team Emirates \| + 1" \| \| \| 10è \| Pieter Serry \| Deceuninck-Quick Step \| + 1" \| \| |                       |                       |            |
| |                       |                       |            |
| Font: ProCyclingStats |                       |                       |            |
| Classificació de l'etapa |                       |                       |            |
| Corredor | Corredor              | Equip                 | Temps      |
| 1r | Julian Alaphilippe    | Deceuninck-Quick Step | 3h 29' 37" |
| 2n | Bjorg Lambrecht       | Lotto-Soudal          | + 1"       |
| 3r | Michał Kwiatkowski    | Team Sky              | + 1"       |
| 4t | Omar Fraile Matarranz | Astana                | + 1"       |
| 5è | Valentin Madouas      | Groupama-FDJ          | + 1"       |
| 6è | Maximilian Schachmann | Bora-Hansgrohe        | + 1"       |
| 7è | Patrick Konrad        | Bora-Hansgrohe        | + 1"       |
| 8è | Ion Izagirre Insausti | Astana                | + 1"       |
| 9è | Tadej Pogačar         | UAE Team Emirates     | + 1"       |
| 10è | Pieter Serry          | Deceuninck-Quick Step | + 1"       |

| \| Classificació general \| Classificació general \| Classificació general \| Classificació general \| Classificació general \| \| Corredor \| Corredor \| Equip \| Temps \| \| \| --------------------- \| ---------------------- \| --------------------- \| --------------------- \| --------------------- \| \| 1r \| Maximilian Schachmann \| Bora-Hansgrohe \| 3h 46' 44" \| \| \| 2n \| Julian Alaphilippe \| Deceuninck-Quick Step \| + 5" \| \| \| 3r \| Michał Kwiatkowski \| Team Sky \| + 10" \| \| \| 4t \| Daniel Martínez Poveda \| EF Education First \| + 13" \| \| \| 5è \| Ion Izagirre Insausti \| Astana \| + 23" \| \| \| 6è \| Patrick Konrad \| Bora-Hansgrohe \| + 23" \| \| \| 7è \| Enric Mas Nicolau \| Deceuninck-Quick Step \| + 28" \| \| \| 8è \| Dylan Teuns \| Bahrain-Merida \| + 36" \| \| \| 9è \| Daniel Martin \| UAE Team Emirates \| + 39" \| \| \| 10è \| Emanuel Buchmann \| Bora-Hansgrohe \| + 41" \| \| |                        |                       |            |
| |                        |                       |            |
| Font: ProCyclingStats |                        |                       |            |
| Classificació general |                        |                       |            |
| Corredor | Corredor               | Equip                 | Temps      |
| 1r | Maximilian Schachmann  | Bora-Hansgrohe        | 3h 46' 44" |
| 2n | Julian Alaphilippe     | Deceuninck-Quick Step | + 5"       |
| 3r | Michał Kwiatkowski     | Team Sky              | + 10"      |
| 4t | Daniel Martínez Poveda | EF Education First    | + 13"      |
| 5è | Ion Izagirre Insausti  | Astana                | + 23"      |
| 6è | Patrick Konrad         | Bora-Hansgrohe        | + 23"      |
| 7è | Enric Mas Nicolau      | Deceuninck-Quick Step | + 28"      |
| 8è | Dylan Teuns            | Bahrain-Merida        | + 36"      |
| 9è | Daniel Martin          | UAE Team Emirates     | + 39"      |
| 10è | Emanuel Buchmann       | Bora-Hansgrohe        | + 41"      |

### Etapa 3
| \| Classificació de l'etapa \| Classificació de l'etapa \| Classificació de l'etapa \| Classificació de l'etapa \| Classificació de l'etapa \| \| Corredor \| Corredor \| Equip \| Temps \| \| \| ------------------------ \| ------------------------ \| ------------------------ \| ------------------------ \| ------------------------ \| \| 1r \| Maximilian Schachmann \| Bora-Hansgrohe \| 4h 47' 57" \| \| \| 2n \| Diego Ulissi \| UAE Team Emirates \| + 0" \| \| \| 3r \| Enrico Battaglin \| Katusha-Alpecin \| + 0" \| \| \| 4t \| Marc Hirschi \| Team Sunweb \| + 0" \| \| \| 5è \| Ion Izagirre Insausti \| Astana \| + 0" \| \| \| 6è \| Jon Aberasturi Izaga \| Caja Rural-Seguros RGA \| + 0" \| \| \| 7è \| Adam Yates \| Mitchelton-Scott \| + 0" \| \| \| 8è \| Bauke Mollema \| Trek-Segafredo \| + 0" \| \| \| 9è \| Carlos Quintero \| Manzana Postobón \| + 0" \| \| \| 10è \| Grega Bole \| Bahrain-Merida \| + 0" \| \| |                       |                        |            |
| |                       |                        |            |
| Font: ProCyclingStats |                       |                        |            |
| Classificació de l'etapa |                       |                        |            |
| Corredor | Corredor              | Equip                  | Temps      |
| 1r | Maximilian Schachmann | Bora-Hansgrohe         | 4h 47' 57" |
| 2n | Diego Ulissi          | UAE Team Emirates      | + 0"       |
| 3r | Enrico Battaglin      | Katusha-Alpecin        | + 0"       |
| 4t | Marc Hirschi          | Team Sunweb            | + 0"       |
| 5è | Ion Izagirre Insausti | Astana                 | + 0"       |
| 6è | Jon Aberasturi Izaga  | Caja Rural-Seguros RGA | + 0"       |
| 7è | Adam Yates            | Mitchelton-Scott       | + 0"       |
| 8è | Bauke Mollema         | Trek-Segafredo         | + 0"       |
| 9è | Carlos Quintero       | Manzana Postobón       | + 0"       |
| 10è | Grega Bole            | Bahrain-Merida         | + 0"       |

| \| Classificació general \| Classificació general \| Classificació general \| Classificació general \| Classificació general \| \| Corredor \| Corredor \| Equip \| Temps \| \| \| --------------------- \| ----------------------------- \| --------------------- \| --------------------- \| --------------------- \| \| 1r \| Maximilian Schachmann \| Bora-Hansgrohe \| 8h 34' 31" \| \| \| 2n \| Ion Izagirre Insausti \| Astana \| + 33" \| \| \| 3r \| Patrick Konrad \| Bora-Hansgrohe \| + 33" \| \| \| 4t \| Daniel Martínez Poveda \| EF Education First \| + 48" \| \| \| 5è \| Daniel Martin \| UAE Team Emirates \| + 49" \| \| \| 6è \| Emanuel Buchmann \| Bora-Hansgrohe \| + 51" \| \| \| 7è \| Peio Bilbao López de Armentia \| Astana \| + 54" \| \| \| 8è \| Dylan Teuns \| Bahrain-Merida \| + 1' 11" \| \| \| 9è \| Mikel Landa Meana \| Movistar Team \| + 1' 16" \| \| \| 10è \| Sam Oomen \| Team Sunweb \| + 1' 16" \| \| |                               |                    |            |
| |                               |                    |            |
| Font: ProCyclingStats |                               |                    |            |
| Classificació general |                               |                    |            |
| Corredor | Corredor                      | Equip              | Temps      |
| 1r | Maximilian Schachmann         | Bora-Hansgrohe     | 8h 34' 31" |
| 2n | Ion Izagirre Insausti         | Astana             | + 33"      |
| 3r | Patrick Konrad                | Bora-Hansgrohe     | + 33"      |
| 4t | Daniel Martínez Poveda        | EF Education First | + 48"      |
| 5è | Daniel Martin                 | UAE Team Emirates  | + 49"      |
| 6è | Emanuel Buchmann              | Bora-Hansgrohe     | + 51"      |
| 7è | Peio Bilbao López de Armentia | Astana             | + 54"      |
| 8è | Dylan Teuns                   | Bahrain-Merida     | + 1' 11"   |
| 9è | Mikel Landa Meana             | Movistar Team      | + 1' 16"   |
| 10è | Sam Oomen                     | Team Sunweb        | + 1' 16"   |

### Etapa 4
| \| Classificació de l'etapa \| Classificació de l'etapa \| Classificació de l'etapa \| Classificació de l'etapa \| Classificació de l'etapa \| \| Corredor \| Corredor \| Equip \| Temps \| \| \| ------------------------ \| ------------------------ \| ------------------------ \| ------------------------ \| ------------------------ \| \| 1r \| Maximilian Schachmann \| Bora-Hansgrohe \| 4h 03' 55" \| \| \| 2n \| Tadej Pogačar \| UAE Team Emirates \| + 0" \| \| \| 3r \| Jakob Fuglsang \| Astana \| + 1" \| \| \| 4t \| Adam Yates \| Mitchelton-Scott \| + 1" \| \| \| 5è \| Marc Hirschi \| Team Sunweb \| + 9" \| \| \| 6è \| Emanuel Buchmann \| Bora-Hansgrohe \| + 9" \| \| \| 7è \| Patrick Konrad \| Bora-Hansgrohe \| + 9" \| \| \| 8è \| Ion Izagirre Insausti \| Astana \| + 9" \| \| \| 9è \| Valentin Madouas \| Groupama-FDJ \| + 9" \| \| \| 10è \| Bjorg Lambrecht \| Lotto-Soudal \| + 9" \| \| |                       |                   |            |
| |                       |                   |            |
| Font: ProCyclingStats |                       |                   |            |
| Classificació de l'etapa |                       |                   |            |
| Corredor | Corredor              | Equip             | Temps      |
| 1r | Maximilian Schachmann | Bora-Hansgrohe    | 4h 03' 55" |
| 2n | Tadej Pogačar         | UAE Team Emirates | + 0"       |
| 3r | Jakob Fuglsang        | Astana            | + 1"       |
| 4t | Adam Yates            | Mitchelton-Scott  | + 1"       |
| 5è | Marc Hirschi          | Team Sunweb       | + 9"       |
| 6è | Emanuel Buchmann      | Bora-Hansgrohe    | + 9"       |
| 7è | Patrick Konrad        | Bora-Hansgrohe    | + 9"       |
| 8è | Ion Izagirre Insausti | Astana            | + 9"       |
| 9è | Valentin Madouas      | Groupama-FDJ      | + 9"       |
| 10è | Bjorg Lambrecht       | Lotto-Soudal      | + 9"       |

| \| Classificació general \| Classificació general \| Classificació general \| Classificació general \| Classificació general \| \| Corredor \| Corredor \| Equip \| Temps \| \| \| --------------------- \| ---------------------- \| --------------------- \| --------------------- \| --------------------- \| \| 1r \| Maximilian Schachmann \| Bora-Hansgrohe \| 12h 38' 16" \| \| \| 2n \| Patrick Konrad \| Bora-Hansgrohe \| + 51" \| \| \| 3r \| Ion Izagirre Insausti \| Astana \| + 52" \| \| \| 4t \| Daniel Martínez Poveda \| EF Education First \| + 1' 07" \| \| \| 5è \| Daniel Martin \| UAE Team Emirates \| + 1' 08" \| \| \| 6è \| Emanuel Buchmann \| Bora-Hansgrohe \| + 1' 10" \| \| \| 7è \| Jakob Fuglsang \| Astana \| + 1' 24" \| \| \| 8è \| Dylan Teuns \| Bahrain-Merida \| + 1' 30" \| \| \| 9è \| Mikel Landa Meana \| Movistar Team \| + 1' 35" \| \| \| 10è \| Mikel Nieve Iturralde \| Mitchelton-Scott \| + 1' 38" \| \| |                        |                    |             |
| |                        |                    |             |
| Font: ProCyclingStats |                        |                    |             |
| Classificació general |                        |                    |             |
| Corredor | Corredor               | Equip              | Temps       |
| 1r | Maximilian Schachmann  | Bora-Hansgrohe     | 12h 38' 16" |
| 2n | Patrick Konrad         | Bora-Hansgrohe     | + 51"       |
| 3r | Ion Izagirre Insausti  | Astana             | + 52"       |
| 4t | Daniel Martínez Poveda | EF Education First | + 1' 07"    |
| 5è | Daniel Martin          | UAE Team Emirates  | + 1' 08"    |
| 6è | Emanuel Buchmann       | Bora-Hansgrohe     | + 1' 10"    |
| 7è | Jakob Fuglsang         | Astana             | + 1' 24"    |
| 8è | Dylan Teuns            | Bahrain-Merida     | + 1' 30"    |
| 9è | Mikel Landa Meana      | Movistar Team      | + 1' 35"    |
| 10è | Mikel Nieve Iturralde  | Mitchelton-Scott   | + 1' 38"    |

### Etapa 5
| \| Classificació de l'etapa \| Classificació de l'etapa \| Classificació de l'etapa \| Classificació de l'etapa \| Classificació de l'etapa \| \| Corredor \| Corredor \| Equip \| Temps \| \| \| ------------------------ \| ------------------------ \| ------------------------ \| ------------------------ \| ------------------------ \| \| 1r \| Emanuel Buchmann \| Bora-Hansgrohe \| 3h 44' 14" \| \| \| 2n \| Ion Izagirre Insausti \| Astana \| + 1' 08" \| \| \| 3r \| Adam Yates \| Mitchelton-Scott \| + 1' 08" \| \| \| 4t \| Jakob Fuglsang \| Astana \| + 1' 08" \| \| \| 5è \| Tadej Pogačar \| UAE Team Emirates \| + 1' 24" \| \| \| 6è \| Daniel Martin \| UAE Team Emirates \| + 1' 24" \| \| \| 7è \| Mikel Landa Meana \| Movistar Team \| + 1' 50" \| \| \| 8è \| Lucas Hamilton \| Mitchelton-Scott \| + 2' 04" \| \| \| 9è \| Maximilian Schachmann \| Bora-Hansgrohe \| + 2' 04" \| \| \| 10è \| Patrick Konrad \| Bora-Hansgrohe \| + 2' 04" \| \| |                       |                   |            |
| |                       |                   |            |
| Font: ProCyclingStats |                       |                   |            |
| Classificació de l'etapa |                       |                   |            |
| Corredor | Corredor              | Equip             | Temps      |
| 1r | Emanuel Buchmann      | Bora-Hansgrohe    | 3h 44' 14" |
| 2n | Ion Izagirre Insausti | Astana            | + 1' 08"   |
| 3r | Adam Yates            | Mitchelton-Scott  | + 1' 08"   |
| 4t | Jakob Fuglsang        | Astana            | + 1' 08"   |
| 5è | Tadej Pogačar         | UAE Team Emirates | + 1' 24"   |
| 6è | Daniel Martin         | UAE Team Emirates | + 1' 24"   |
| 7è | Mikel Landa Meana     | Movistar Team     | + 1' 50"   |
| 8è | Lucas Hamilton        | Mitchelton-Scott  | + 2' 04"   |
| 9è | Maximilian Schachmann | Bora-Hansgrohe    | + 2' 04"   |
| 10è | Patrick Konrad        | Bora-Hansgrohe    | + 2' 04"   |

| \| Classificació general \| Classificació general \| Classificació general \| Classificació general \| Classificació general \| \| Corredor \| Corredor \| Equip \| Temps \| \| \| --------------------- \| ---------------------- \| --------------------- \| --------------------- \| --------------------- \| \| 1r \| Emanuel Buchmann \| Bora-Hansgrohe \| 16h 23' 30" \| \| \| 2n \| Ion Izagirre Insausti \| Astana \| + 54" \| \| \| 3r \| Maximilian Schachmann \| Bora-Hansgrohe \| + 1' 04" \| \| \| 4t \| Daniel Martin \| UAE Team Emirates \| + 1' 32" \| \| \| 5è \| Jakob Fuglsang \| Astana \| + 1' 32" \| \| \| 6è \| Patrick Konrad \| Bora-Hansgrohe \| + 1' 55" \| \| \| 7è \| Adam Yates \| Mitchelton-Scott \| + 1' 56" \| \| \| 8è \| Daniel Martínez Poveda \| EF Education First \| + 2' 11" \| \| \| 9è \| Mikel Landa Meana \| Movistar Team \| + 2' 25" \| \| \| 10è \| Tadej Pogačar \| UAE Team Emirates \| + 2' 25" \| \| |                        |                    |             |
| |                        |                    |             |
| Font: ProCyclingStats |                        |                    |             |
| Classificació general |                        |                    |             |
| Corredor | Corredor               | Equip              | Temps       |
| 1r | Emanuel Buchmann       | Bora-Hansgrohe     | 16h 23' 30" |
| 2n | Ion Izagirre Insausti  | Astana             | + 54"       |
| 3r | Maximilian Schachmann  | Bora-Hansgrohe     | + 1' 04"    |
| 4t | Daniel Martin          | UAE Team Emirates  | + 1' 32"    |
| 5è | Jakob Fuglsang         | Astana             | + 1' 32"    |
| 6è | Patrick Konrad         | Bora-Hansgrohe     | + 1' 55"    |
| 7è | Adam Yates             | Mitchelton-Scott   | + 1' 56"    |
| 8è | Daniel Martínez Poveda | EF Education First | + 2' 11"    |
| 9è | Mikel Landa Meana      | Movistar Team      | + 2' 25"    |
| 10è | Tadej Pogačar          | UAE Team Emirates  | + 2' 25"    |

### Etapa 6
| \| Classificació de l'etapa \| Classificació de l'etapa \| Classificació de l'etapa \| Classificació de l'etapa \| Classificació de l'etapa \| \| Corredor \| Corredor \| Equip \| Temps \| \| \| ------------------------ \| ------------------------ \| ------------------------ \| ------------------------ \| ------------------------ \| \| 1r \| Adam Yates \| Mitchelton-Scott \| 2h 59' 46" \| \| \| 2n \| Daniel Martin \| UAE Team Emirates \| + 1" \| \| \| 3r \| Jakob Fuglsang \| Astana \| + 1" \| \| \| 4t \| Ion Izagirre Insausti \| Astana \| + 1" \| \| \| 5è \| Tadej Pogačar \| UAE Team Emirates \| + 7" \| \| \| 6è \| Bauke Mollema \| Trek-Segafredo \| + 1' 24" \| \| \| 7è \| Mikel Landa Meana \| Movistar Team \| + 1' 24" \| \| \| 8è \| Hugh Carthy \| EF Education First \| + 1' 24" \| \| \| 9è \| David Gaudu \| Groupama-FDJ \| + 1' 24" \| \| \| 10è \| Lucas Hamilton \| Mitchelton-Scott \| + 1' 24" \| \| |                       |                    |            |
| |                       |                    |            |
| Font: ProCyclingStats |                       |                    |            |
| Classificació de l'etapa |                       |                    |            |
| Corredor | Corredor              | Equip              | Temps      |
| 1r | Adam Yates            | Mitchelton-Scott   | 2h 59' 46" |
| 2n | Daniel Martin         | UAE Team Emirates  | + 1"       |
| 3r | Jakob Fuglsang        | Astana             | + 1"       |
| 4t | Ion Izagirre Insausti | Astana             | + 1"       |
| 5è | Tadej Pogačar         | UAE Team Emirates  | + 7"       |
| 6è | Bauke Mollema         | Trek-Segafredo     | + 1' 24"   |
| 7è | Mikel Landa Meana     | Movistar Team      | + 1' 24"   |
| 8è | Hugh Carthy           | EF Education First | + 1' 24"   |
| 9è | David Gaudu           | Groupama-FDJ       | + 1' 24"   |
| 10è | Lucas Hamilton        | Mitchelton-Scott   | + 1' 24"   |

## Classificacions finals

### Classificació general
| \| Classificació general \| Classificació general \| Classificació general \| Classificació general \| Classificació general \| \| Corredor \| Corredor \| Equip \| Temps \| \| \| --------------------- \| --------------------------- \| ----------------------------- \| --------------------- \| --------------------- \| \| 1r \| Ion Izagirre Insausti \| Astana \| 19h 24' 09" \| \| \| 2n \| Daniel Martin \| UAE Team Emirates \| + 29" \| \| \| 3r \| Emanuel Buchmann \| Bora-Hansgrohe \| + 31" \| \| \| 4t \| Jakob Fuglsang \| Astana \| + 36" \| \| \| 5è \| Adam Yates \| Mitchelton-Scott \| + 51" \| \| \| 6è \| Tadej Pogačar \| UAE Team Emirates \| + 1' 36" \| \| \| 7è \| Mikel Landa Meana \| Movistar Team \| + 2' 56" \| \| \| 8è \| Mikel Nieve Iturralde \| Mitchelton-Scott \| + 3' 13" \| \| \| 9è \| Patrick Konrad \| Bora-Hansgrohe \| + 3' 29" \| \| \| 10è \| Maximilian Schachmann \| Bora-Hansgrohe \| + 3' 44" \| \| \| 11è \| Enric Mas Nicolau \| Deceuninck-Quick Step \| + 4' 15" \| \| \| 12è \| Hugh Carthy \| EF Education First \| + 5' 25" \| \| \| 13è \| Diego Ulissi \| UAE Team Emirates \| + 6' 02" \| \| \| 14è \| Sergio Henao Montoya \| UAE Team Emirates \| + 6' 15" \| \| \| 15è \| Lucas Hamilton \| Mitchelton-Scott \| + 6' 43" \| \| \| 16è \| Víctor de la Parte González \| CCC Team \| + 6' 45" \| \| \| 17è \| Valentin Madouas \| Groupama-FDJ \| + 7' 06" \| \| \| 18è \| David Gaudu \| Groupama-FDJ \| + 9' 03" \| \| \| 19è \| Bjorg Lambrecht \| Lotto-Soudal \| + 11' 43" \| \| \| 20è \| Daniel Martínez Poveda \| EF Education First \| + 15' 56" \| \| \| 21è \| Bauke Mollema \| Trek-Segafredo \| + 16' 43" \| \| \| 22è \| George Bennett \| Team Jumbo-Visma \| + 18' 51" \| \| \| 23è \| José Joaquín Rojas Gil \| Movistar Team \| + 19' 32" \| \| \| 24è \| Dylan Teuns \| Bahrain-Merida \| + 21' 25" \| \| \| 25è \| Mikel Bizkarra Etxegibel \| Euskadi Basque Country-Murias \| + 22' 53" \| \| |                             |                               |             |
| |                             |                               |             |
| Font: ProCyclingStats |                             |                               |             |
| Classificació general |                             |                               |             |
| Corredor | Corredor                    | Equip                         | Temps       |
| 1r | Ion Izagirre Insausti       | Astana                        | 19h 24' 09" |
| 2n | Daniel Martin               | UAE Team Emirates             | + 29"       |
| 3r | Emanuel Buchmann            | Bora-Hansgrohe                | + 31"       |
| 4t | Jakob Fuglsang              | Astana                        | + 36"       |
| 5è | Adam Yates                  | Mitchelton-Scott              | + 51"       |
| 6è | Tadej Pogačar               | UAE Team Emirates             | + 1' 36"    |
| 7è | Mikel Landa Meana           | Movistar Team                 | + 2' 56"    |
| 8è | Mikel Nieve Iturralde       | Mitchelton-Scott              | + 3' 13"    |
| 9è | Patrick Konrad              | Bora-Hansgrohe                | + 3' 29"    |
| 10è | Maximilian Schachmann       | Bora-Hansgrohe                | + 3' 44"    |
| 11è | Enric Mas Nicolau           | Deceuninck-Quick Step         | + 4' 15"    |
| 12è | Hugh Carthy                 | EF Education First            | + 5' 25"    |
| 13è | Diego Ulissi                | UAE Team Emirates             | + 6' 02"    |
| 14è | Sergio Henao Montoya        | UAE Team Emirates             | + 6' 15"    |
| 15è | Lucas Hamilton              | Mitchelton-Scott              | + 6' 43"    |
| 16è | Víctor de la Parte González | CCC Team                      | + 6' 45"    |
| 17è | Valentin Madouas            | Groupama-FDJ                  | + 7' 06"    |
| 18è | David Gaudu                 | Groupama-FDJ                  | + 9' 03"    |
| 19è | Bjorg Lambrecht             | Lotto-Soudal                  | + 11' 43"   |
| 20è | Daniel Martínez Poveda      | EF Education First            | + 15' 56"   |
| 21è | Bauke Mollema               | Trek-Segafredo                | + 16' 43"   |
| 22è | George Bennett              | Team Jumbo-Visma              | + 18' 51"   |
| 23è | José Joaquín Rojas Gil      | Movistar Team                 | + 19' 32"   |
| 24è | Dylan Teuns                 | Bahrain-Merida                | + 21' 25"   |
| 25è | Mikel Bizkarra Etxegibel    | Euskadi Basque Country-Murias | + 22' 53"   |

### Classificacions secundàries
| Classificació de la muntanya | Classificació de la muntanya | Classificació de la muntanya  | Classificació de la muntanya | Classificació de la muntanya |
| Corredor                     | Corredor                     | Equip                         | Punts                        |                              |
| ---------------------------- | ---------------------------- | ----------------------------- | ---------------------------- | ---------------------------- |
| 1r                           | Adam Yates                   | Mitchelton-Scott              | 34 pts                       |                              |
| 2n                           | Alessandro De Marchi         | CCC Team                      | 30 pts                       |                              |
| 3r                           | Ion Izagirre Insausti        | Astana                        | 29 pts                       |                              |
| 4t                           | Jakob Fuglsang               | Astana                        | 24 pts                       |                              |
| 5è                           | Emanuel Buchmann             | Bora-Hansgrohe                | 15 pts                       |                              |
| 6è                           | Tadej Pogačar                | UAE Team Emirates             | 15 pts                       |                              |
| 7è                           | Carlos Verona Quintanilla    | Movistar Team                 | 13 pts                       |                              |
| 8è                           | Luis León Sánchez Gil        | Astana                        | 12 pts                       |                              |
| 9è                           | Julien Bernard               | Trek-Segafredo                | 12 pts                       |                              |
| 10è                          | Garikoitz Bravo Oiarbide     | Euskadi Basque Country-Murias | 12 pts                       |                              |

| Classificació de la muntanya | Classificació de la muntanya | Classificació de la muntanya  | Classificació de la muntanya | Classificació de la muntanya |
| Corredor                     | Corredor                     | Equip                         | Punts                        |                              |
| ---------------------------- | ---------------------------- | ----------------------------- | ---------------------------- | ---------------------------- |
| 1r                           | Adam Yates                   | Mitchelton-Scott              | 34 pts                       |                              |
| 2n                           | Alessandro De Marchi         | CCC Team                      | 30 pts                       |                              |
| 3r                           | Ion Izagirre Insausti        | Astana                        | 29 pts                       |                              |
| 4t                           | Jakob Fuglsang               | Astana                        | 24 pts                       |                              |
| 5è                           | Emanuel Buchmann             | Bora-Hansgrohe                | 15 pts                       |                              |
| 6è                           | Tadej Pogačar                | UAE Team Emirates             | 15 pts                       |                              |
| 7è                           | Carlos Verona Quintanilla    | Movistar Team                 | 13 pts                       |                              |
| 8è                           | Luis León Sánchez Gil        | Astana                        | 12 pts                       |                              |
| 9è                           | Julien Bernard               | Trek-Segafredo                | 12 pts                       |                              |
| 10è                          | Garikoitz Bravo Oiarbide     | Euskadi Basque Country-Murias | 12 pts                       |                              |

| Classificació per punts | Classificació per punts | Classificació per punts | Classificació per punts | Classificació per punts |
| Corredor                | Corredor                | Equip                   | Punts                   |                         |
| ----------------------- | ----------------------- | ----------------------- | ----------------------- | ----------------------- |
| 1r                      | Maximilian Schachmann   | Bora-Hansgrohe          | 96 pts                  |                         |
| 2n                      | Adam Yates              | Mitchelton-Scott        | 78 pts                  |                         |
| 3r                      | Ion Izagirre Insausti   | Astana                  | 76 pts                  |                         |
| 4t                      | Tadej Pogačar           | UAE Team Emirates       | 54 pts                  |                         |
| 5è                      | Jakob Fuglsang          | Astana                  | 50 pts                  |                         |
| 6è                      | Emanuel Buchmann        | Bora-Hansgrohe          | 40 pts                  |                         |
| 7è                      | Julian Alaphilippe      | Deceuninck-Quick Step   | 39 pts                  |                         |
| 8è                      | Daniel Martin           | UAE Team Emirates       | 39 pts                  |                         |
| 9è                      | Patrick Konrad          | Bora-Hansgrohe          | 35 pts                  |                         |
| 10è                     | Michał Kwiatkowski      | Team Sky                | 32 pts                  |                         |

| Classificació per punts | Classificació per punts | Classificació per punts | Classificació per punts | Classificació per punts |
| Corredor                | Corredor                | Equip                   | Punts                   |                         |
| ----------------------- | ----------------------- | ----------------------- | ----------------------- | ----------------------- |
| 1r                      | Maximilian Schachmann   | Bora-Hansgrohe          | 96 pts                  |                         |
| 2n                      | Adam Yates              | Mitchelton-Scott        | 78 pts                  |                         |
| 3r                      | Ion Izagirre Insausti   | Astana                  | 76 pts                  |                         |
| 4t                      | Tadej Pogačar           | UAE Team Emirates       | 54 pts                  |                         |
| 5è                      | Jakob Fuglsang          | Astana                  | 50 pts                  |                         |
| 6è                      | Emanuel Buchmann        | Bora-Hansgrohe          | 40 pts                  |                         |
| 7è                      | Julian Alaphilippe      | Deceuninck-Quick Step   | 39 pts                  |                         |
| 8è                      | Daniel Martin           | UAE Team Emirates       | 39 pts                  |                         |
| 9è                      | Patrick Konrad          | Bora-Hansgrohe          | 35 pts                  |                         |
| 10è                     | Michał Kwiatkowski      | Team Sky                | 32 pts                  |                         |

| Classificació del millor jove | Classificació del millor jove | Classificació del millor jove | Classificació del millor jove | Classificació del millor jove |
| Corredor                      | Corredor                      | Equip                         | Temps                         |                               |
| ----------------------------- | ----------------------------- | ----------------------------- | ----------------------------- | ----------------------------- |
| 1r                            | Tadej Pogačar                 | UAE Team Emirates             | 19h 25' 45"                   |                               |
| 2n                            | Maximilian Schachmann         | Bora-Hansgrohe                | + 2' 08"                      |                               |
| 3r                            | Enric Mas Nicolau             | Deceuninck-Quick Step         | + 2' 39"                      |                               |
| 4t                            | Hugh Carthy                   | EF Education First            | + 3' 49"                      |                               |
| 5è                            | Lucas Hamilton                | Mitchelton-Scott              | + 5' 07"                      |                               |
| 6è                            | Valentin Madouas              | Groupama-FDJ                  | + 5' 30"                      |                               |
| 7è                            | David Gaudu                   | Groupama-FDJ                  | + 7' 27"                      |                               |
| 8è                            | Bjorg Lambrecht               | Lotto-Soudal                  | + 10' 07"                     |                               |
| 9è                            | Daniel Martínez Poveda        | EF Education First            | + 14' 20"                     |                               |
| 10è                           | Jonas Vingegaard              | Team Jumbo-Visma              | + 28' 54"                     |                               |

| Classificació del millor jove | Classificació del millor jove | Classificació del millor jove | Classificació del millor jove | Classificació del millor jove |
| Corredor                      | Corredor                      | Equip                         | Temps                         |                               |
| ----------------------------- | ----------------------------- | ----------------------------- | ----------------------------- | ----------------------------- |
| 1r                            | Tadej Pogačar                 | UAE Team Emirates             | 19h 25' 45"                   |                               |
| 2n                            | Maximilian Schachmann         | Bora-Hansgrohe                | + 2' 08"                      |                               |
| 3r                            | Enric Mas Nicolau             | Deceuninck-Quick Step         | + 2' 39"                      |                               |
| 4t                            | Hugh Carthy                   | EF Education First            | + 3' 49"                      |                               |
| 5è                            | Lucas Hamilton                | Mitchelton-Scott              | + 5' 07"                      |                               |
| 6è                            | Valentin Madouas              | Groupama-FDJ                  | + 5' 30"                      |                               |
| 7è                            | David Gaudu                   | Groupama-FDJ                  | + 7' 27"                      |                               |
| 8è                            | Bjorg Lambrecht               | Lotto-Soudal                  | + 10' 07"                     |                               |
| 9è                            | Daniel Martínez Poveda        | EF Education First            | + 14' 20"                     |                               |
| 10è                           | Jonas Vingegaard              | Team Jumbo-Visma              | + 28' 54"                     |                               |

## Evolució de les classificacions
| Etapa | Vencedor              | Classificació general | Classificació per punts | Classificació de la muntanya | Classificació dels joves |
| ----- | --------------------- | --------------------- | ----------------------- | ---------------------------- | ------------------------ |
| 1     | Maximilian Schachmann | Maximilian Schachmann | Maximilian Schachmann   | Daniel Martínez              | Maximilian Schachmann    |
| 2     | Julian Alaphilippe    | Maximilian Schachmann | Maximilian Schachmann   | Garikoitz Bravo              | Maximilian Schachmann    |
| 3     | Maximilian Schachmann | Maximilian Schachmann | Maximilian Schachmann   | Garikoitz Bravo              | Maximilian Schachmann    |
| 4     | Maximilian Schachmann | Maximilian Schachmann | Maximilian Schachmann   | Garikoitz Bravo              | Maximilian Schachmann    |
| 5     | Emanuel Buchmann      | Emanuel Buchmann      | Maximilian Schachmann   | Alessandro De Marchi         | Maximilian Schachmann    |
| 6     | Adam Yates            | Ion Izagirre          | Maximilian Schachmann   | Adam Yates                   | Tadej Pogačar            |
| Final | Final                 | Ion Izagirre          | Maximilian Schachmann   | Adam Yates                   | Tadej Pogačar            |

## Llista de participants
| Movistar Team MOV | Movistar Team MOV               | Movistar Team MOV |
| ----------------- | ------------------------------- | ----------------- |
| Núm               | Ciclista                        | Pos               |
| 1                 | Mikel Landa Meana (ESP)         | 7è                |
| 2                 | Carlos Betancur Gómez (COL)     | DNF-6             |
| 3                 | Rubén Fernández Andújar (ESP)   | DNF-6             |
| 4                 | Antonio Pedrero López (ESP)     | DNF-6             |
| 5                 | José Joaquín Rojas Gil (ESP)    | 23è               |
| 6                 | Winner Anacona Gómez (COL)      | DNF-6             |
| 7                 | Carlos Verona Quintanilla (ESP) | 37è               |

| Bahrain-Merida TBM | Bahrain-Merida TBM     | Bahrain-Merida TBM |
| ------------------ | ---------------------- | ------------------ |
| Núm                | Ciclista               | Pos                |
| 11                 | Grega Bole (SLO)       | 57è                |
| 12                 | Rohan Dennis (AUS)     | NP-3               |
| 13                 | Meiyin Wang (CHN)      | DNF-5              |
| 14                 | Mark Padun (UKR)       | NP-2               |
| 15                 | Luka Pibernik (SLO)    | 83è                |
| 16                 | Dylan Teuns (BEL)      | 24è                |
| 17                 | Stephen Williams (GBR) | DNF-5              |

| Bora-Hansgrohe BOH | Bora-Hansgrohe BOH          | Bora-Hansgrohe BOH |
| ------------------ | --------------------------- | ------------------ |
| Núm                | Ciclista                    | Pos                |
| 21                 | Emanuel Buchmann (GER)      | 3r                 |
| 22                 | Cesare Benedetti (ITA)      | 91è                |
| 23                 | Patrick Konrad (AUT)        | 9è                 |
| 24                 | Jay McCarthy (AUS)          | 58è                |
| 25                 | Gregor Mühlberger (AUT)     | DNF-6              |
| 26                 | Paweł Poljański (POL)       | 76è                |
| 27                 | Maximilian Schachmann (GER) | 10è                |

| Astana AST | Astana AST                           | Astana AST |
| ---------- | ------------------------------------ | ---------- |
| Núm        | Ciclista                             | Pos        |
| 31         | Jakob Fuglsang (DEN)                 | 4t         |
| 32         | Peio Bilbao López de Armentia (ESP)  | 53è        |
| 33         | Omar Fraile Matarranz (ESP)          | 43è        |
| 34         | Gorka Izagirre Insausti (ESP) (ruta) | 28è        |
| 35         | Ion Izagirre Insausti (ESP)          | 1r         |
| 36         | Aleksei Lutsenko (KAZ) (ruta)        | DNF-6      |
| 37         | Luis León Sánchez Gil (ESP)          | 27è        |

| Deceuninck-Quick Step DQT | Deceuninck-Quick Step DQT   | Deceuninck-Quick Step DQT |
| ------------------------- | --------------------------- | ------------------------- |
| Núm                       | Ciclista                    | Pos                       |
| 41                        | Julian Alaphilippe (FRA)    | NP-4                      |
| 42                        | Rémi Cavagna (FRA)          | FC-6                      |
| 43                        | Dries Devenyns (BEL)        | 70è                       |
| 44                        | Mikkel Frølich Honoré (DEN) | 49è                       |
| 45                        | Enric Mas Nicolau (ESP)     | 11è                       |
| 46                        | Pieter Serry (BEL)          | 54è                       |
| 47                        | Petr Vakoč (CZE)            | DNF-6                     |

| AG2R La Mondiale ALM | AG2R La Mondiale ALM         | AG2R La Mondiale ALM |
| -------------------- | ---------------------------- | -------------------- |
| Núm                  | Ciclista                     | Pos                  |
| 51                   | Alexandre Geniez (FRA)       | DNF-4                |
| 52                   | Mikaël Cherel (FRA)          | 69è                  |
| 53                   | Clément Chevrier (FRA)       | 81è                  |
| 54                   | Mathias Frank (SUI)          | 67è                  |
| 55                   | Hubert Dupont (FRA)          | 61è                  |
| 56                   | Aurélien Paret-Peintre (FRA) | 72è                  |
| 57                   | Lawrence Warbasse (USA)      | 64è                  |

| Lotto-Soudal LTS | Lotto-Soudal LTS         | Lotto-Soudal LTS |
| ---------------- | ------------------------ | ---------------- |
| Núm              | Ciclista                 | Pos              |
| 61               | Jelle Vanendert (BEL)    | DNF-6            |
| 62               | Sander Armée (BEL)       | 74è              |
| 63               | Adam Hansen (AUS)        | DNF-3            |
| 64               | Bjorg Lambrecht (BEL)    | 19è              |
| 65               | Tomasz Marczyński (POL)  | 48è              |
| 66               | Maxime Monfort (BEL)     | DNF-6            |
| 67               | Tosh Van der Sande (BEL) | DNF-6            |

| Katusha-Alpecin TKA | Katusha-Alpecin TKA         | Katusha-Alpecin TKA |
| ------------------- | --------------------------- | ------------------- |
| Núm                 | Ciclista                    | Pos                 |
| 71                  | Enrico Battaglin (ITA)      | DNF-6               |
| 72                  | Willie Smit (RSA)           | FC-6                |
| 73                  | Ruben Guerreiro (POR)       | 36è                 |
| 74                  | Steff Cras (BEL)            | DNF-3               |
| 75                  | José Gonçalves Maciel (POR) | 63è                 |
| 76                  | Daniel Navarro García (ESP) | 47è                 |
| 77                  | Dmitri Strakhov (RUS)       | FC-6                |

| Team Sky SKY | Team Sky SKY                       | Team Sky SKY |
| ------------ | ---------------------------------- | ------------ |
| Núm          | Ciclista                           | Pos          |
| 81           | Geraint Thomas (GBR)               | 40è          |
| 82           | Jonathan Castroviejo Nicolás (ESP) | DNF-3        |
| 83           | David de la Cruz Melgarejo (ESP)   | 34è          |
| 84           | Kenny Elissonde (FRA)              | 84è          |
| 85           | Michał Gołaś (POL)                 | 89è          |
| 86           | Michał Kwiatkowski (POL) (ruta)    | DNF-4        |
| 87           | Diego Rosa (ITA)                   | DNF-6        |

| Mitchelton-Scott MTS | Mitchelton-Scott MTS        | Mitchelton-Scott MTS |
| -------------------- | --------------------------- | -------------------- |
| Núm                  | Ciclista                    | Pos                  |
| 91                   | Adam Yates (GBR)            | 5è                   |
| 92                   | Michael Albasini (SUI)      | DNF-6                |
| 93                   | Lucas Hamilton (AUS)        | 15è                  |
| 94                   | Damien Howson (AUS)         | 59è                  |
| 95                   | Mikel Nieve Iturralde (ESP) | 8è                   |
| 96                   | Nick Schultz (AUS)          | 60è                  |
| 97                   | Tsgabu Grmay (ETH)          | NP-6                 |

| UAE Team Emirates UAD | UAE Team Emirates UAD      | UAE Team Emirates UAD |
| --------------------- | -------------------------- | --------------------- |
| Núm                   | Ciclista                   | Pos                   |
| 101                   | Daniel Martin (IRL)        | 2n                    |
| 102                   | Sergio Henao Montoya (COL) | 14è                   |
| 103                   | Manuele Mori (ITA)         | DNF-6                 |
| 104                   | Tadej Pogačar (SLO)        | 6è                    |
| 105                   | Edward Ravasi (ITA)        | FC-6                  |
| 106                   | Rory Sutherland (AUS)      | DNF-5                 |
| 107                   | Diego Ulissi (ITA)         | 13è                   |

| EF Education First EF1 | EF Education First EF1       | EF Education First EF1 |
| ---------------------- | ---------------------------- | ---------------------- |
| Núm                    | Ciclista                     | Pos                    |
| 111                    | Daniel Martínez Poveda (COL) | 20è                    |
| 112                    | Sean Bennett (USA)           | DNF-6                  |
| 113                    | Hugh Carthy (GBR)            | 12è                    |
| 114                    | Simon Clarke (AUS)           | DNF-5                  |
| 115                    | Lawson Craddock (USA)        | 44è                    |
| 116                    | Alex Howes (USA)             | DNF-6                  |
| 117                    | Nathan Brown (USA)           | DNF-4                  |

| CCC Team CPT | CCC Team CPT                      | CCC Team CPT |
| ------------ | --------------------------------- | ------------ |
| Núm          | Ciclista                          | Pos          |
| 121          | Patrick Bevin (NZL)               | DNF-3        |
| 122          | Amaro Antunes (POR)               | 73è          |
| 123          | Víctor de la Parte González (ESP) | 16è          |
| 124          | Alessandro De Marchi (ITA)        | 29è          |
| 125          | Jonas Koch (GER)                  | FC-6         |
| 126          | Serge Pauwels (BEL)               | DNF-5        |
| 127          | Riccardo Zoidl (AUT)              | 94è          |

| Dimension Data TDD | Dimension Data TDD               | Dimension Data TDD |
| ------------------ | -------------------------------- | ------------------ |
| Núm                | Ciclista                         | Pos                |
| 131                | Benjamin King (USA)              | FC-6               |
| 132                | Steven Cummings (GBR)            | DNF-3              |
| 133                | Nicholas Dlamini (RSA)           | DNF-6              |
| 134                | Jacques Janse van Rensburg (RSA) | FC-6               |
| 135                | Amanuel Gebrezgabihier (ERI)     | 42è                |
| 136                | Tom-Jelte Slagter (NED)          | 77è                |
| 137                | Danilo Wyss (SUI)                | 65è                |

| Groupama-FDJ GFC | Groupama-FDJ GFC          | Groupama-FDJ GFC |
| ---------------- | ------------------------- | ---------------- |
| Núm              | Ciclista                  | Pos              |
| 141              | Rudy Molard (FRA)         | 30è              |
| 142              | Bruno Armirail (FRA)      | 86è              |
| 143              | David Gaudu (FRA)         | 18è              |
| 144              | Valentin Madouas (FRA)    | 17è              |
| 145              | Anthony Roux (FRA) (ruta) | NP-2             |
| 146              | Romain Seigle (FRA)       | 56è              |
| 147              | Léo Vincent (FRA)         | 46è              |

| Team Sunweb SUN | Team Sunweb SUN      | Team Sunweb SUN |
| --------------- | -------------------- | --------------- |
| Núm             | Ciclista             | Pos             |
| 151             | Nicolas Roche (IRL)  | DNF-4           |
| 152             | Chris Hamilton (AUS) | 52è             |
| 153             | Jai Hindley (AUS)    | 38è             |
| 154             | Marc Hirschi (SUI)   | 41è             |
| 155             | Sam Oomen (NED)      | NP-5            |
| 156             | Michael Storer (AUS) | 68è             |
| 157             | Florian Stork (GER)  | 82è             |

| Team Jumbo-Visma TJV | Team Jumbo-Visma TJV    | Team Jumbo-Visma TJV |
| -------------------- | ----------------------- | -------------------- |
| Núm                  | Ciclista                | Pos                  |
| 161                  | George Bennett (NZL)    | 22è                  |
| 162                  | Sepp Kuss (USA)         | 95è                  |
| 163                  | Bert-Jan Lindeman (NED) | DNF-6                |
| 164                  | Tony Martin (GER)       | DNF-6                |
| 165                  | Daan Olivier (NED)      | DNF-4                |
| 166                  | Neilson Powless (USA)   | 79è                  |
| 167                  | Jonas Vingegaard (DEN)  | 32è                  |

| Trek-Segafredo TFS | Trek-Segafredo TFS           | Trek-Segafredo TFS |
| ------------------ | ---------------------------- | ------------------ |
| Núm                | Ciclista                     | Pos                |
| 171                | Bauke Mollema (NED)          | 21è                |
| 172                | Julien Bernard (FRA)         | 93è                |
| 173                | Nicola Conci (ITA)           | 55è                |
| 174                | Fabio Felline (ITA)          | 75è                |
| 175                | Markel Irizar Aranburu (ESP) | FC-6               |
| 176                | Toms Skujiņš (LAT)           | 39è                |
| 177                | Peter Stetina (USA)          | 51è                |

| Cofidis, Solutions Crédits COF | Cofidis, Solutions Crédits COF    | Cofidis, Solutions Crédits COF |
| ------------------------------ | --------------------------------- | ------------------------------ |
| Núm                            | Ciclista                          | Pos                            |
| 181                            | Jesús Herrada López (ESP)         | 66è                            |
| 182                            | John Darwin Atapuma Hurtado (COL) | FC-6                           |
| 183                            | Loïc Chetout (FRA)                | FC-6                           |
| 184                            | Nicolas Edet (FRA)                | FC-6                           |
| 185                            | Jesper Hansen (DEN)               | FC-6                           |
| 186                            | Luis Ángel Maté Mardones (ESP)    | 50è                            |
| 187                            | Anthony Perez (FRA)               | 33è                            |

| Euskadi Basque Country-Murias EUS | Euskadi Basque Country-Murias EUS  | Euskadi Basque Country-Murias EUS |
| --------------------------------- | ---------------------------------- | --------------------------------- |
| Núm                               | Ciclista                           | Pos                               |
| 191                               | Mikel Bizkarra Etxegibel (ESP)     | 25è                               |
| 192                               | Sergio Samitier (ESP)              | 80è                               |
| 193                               | Enrique Sanz Unzué (ESP)           | DNF-5                             |
| 194                               | Mikel Iturria Segurola (ESP)       | 78è                               |
| 195                               | Fernando Barceló Aragón (ESP)      | FC-6                              |
| 196                               | Garikoitz Bravo Oiarbide (ESP)     | 87è                               |
| 197                               | Óscar Rodríguez Garaicoechea (ESP) | 45è                               |

| Caja Rural-Seguros RGA CJR | Caja Rural-Seguros RGA CJR      | Caja Rural-Seguros RGA CJR |
| -------------------------- | ------------------------------- | -------------------------- |
| Núm                        | Ciclista                        | Pos                        |
| 201                        | Cristián Rodríguez Martín (ESP) | 92è                        |
| 202                        | Julen Amézqueta Moreno (ESP)    | 62è                        |
| 203                        | Jon Aberasturi Izaga (ESP)      | DNF-4                      |
| 204                        | Jon Irisarri (ESP)              | DNF-4                      |
| 205                        | Jonathan Lastra Martínez (ESP)  | 31è                        |
| 206                        | David González López (ESP)      | 88è                        |
| 207                        | Alexander Aranburu Deba (ESP)   | 71è                        |

| Manzana Postobón MZN | Manzana Postobón MZN        | Manzana Postobón MZN |
| -------------------- | --------------------------- | -------------------- |
| Núm                  | Ciclista                    | Pos                  |
| 211                  | Aldemar Reyes Ortega (COL)  | 35è                  |
| 212                  | Nicolás Sáenz (COL)         | DNF-5                |
| 213                  | Jhojan García (COL)         | 85è                  |
| 214                  | Daniel Jaramillo Diez (COL) | DNF-4                |
| 215                  | Bernardo Suaza (COL)        | DNF-5                |
| 216                  | Yecid Sierra (COL)          | 90è                  |
| 217                  | Carlos Quintero (COL)       | 26è                  |

| Burgos-BH BBH | Burgos-BH BBH               | Burgos-BH BBH |
| ------------- | --------------------------- | ------------- |
| Núm           | Ciclista                    | Pos           |
| 221           | Ángel Madrazo Ruiz (ESP)    | DNF-3         |
| 222           | Jetse Bol (NED)             | FC-6          |
| 223           | José Fernandes (POR)        | DNF-3         |
| 224           | Nicolas Sessler (BRA)       | 96è           |
| 225           | Jesús Ezquerra (ESP)        | FC-6          |
| 226           | Diego Rubio Hernández (ESP) | DNF-5         |
| 227           | Ricardo Vilela (POR)        | DNF-4         |

| Movistar Team MOV | Movistar Team MOV               | Movistar Team MOV |
| ----------------- | ------------------------------- | ----------------- |
| Núm               | Ciclista                        | Pos               |
| 1                 | Mikel Landa Meana (ESP)         | 7è                |
| 2                 | Carlos Betancur Gómez (COL)     | DNF-6             |
| 3                 | Rubén Fernández Andújar (ESP)   | DNF-6             |
| 4                 | Antonio Pedrero López (ESP)     | DNF-6             |
| 5                 | José Joaquín Rojas Gil (ESP)    | 23è               |
| 6                 | Winner Anacona Gómez (COL)      | DNF-6             |
| 7                 | Carlos Verona Quintanilla (ESP) | 37è               |

| Bahrain-Merida TBM | Bahrain-Merida TBM     | Bahrain-Merida TBM |
| ------------------ | ---------------------- | ------------------ |
| Núm                | Ciclista               | Pos                |
| 11                 | Grega Bole (SLO)       | 57è                |
| 12                 | Rohan Dennis (AUS)     | NP-3               |
| 13                 | Meiyin Wang (CHN)      | DNF-5              |
| 14                 | Mark Padun (UKR)       | NP-2               |
| 15                 | Luka Pibernik (SLO)    | 83è                |
| 16                 | Dylan Teuns (BEL)      | 24è                |
| 17                 | Stephen Williams (GBR) | DNF-5              |

| Bora-Hansgrohe BOH | Bora-Hansgrohe BOH          | Bora-Hansgrohe BOH |
| ------------------ | --------------------------- | ------------------ |
| Núm                | Ciclista                    | Pos                |
| 21                 | Emanuel Buchmann (GER)      | 3r                 |
| 22                 | Cesare Benedetti (ITA)      | 91è                |
| 23                 | Patrick Konrad (AUT)        | 9è                 |
| 24                 | Jay McCarthy (AUS)          | 58è                |
| 25                 | Gregor Mühlberger (AUT)     | DNF-6              |
| 26                 | Paweł Poljański (POL)       | 76è                |
| 27                 | Maximilian Schachmann (GER) | 10è                |

| Astana AST | Astana AST                           | Astana AST |
| ---------- | ------------------------------------ | ---------- |
| Núm        | Ciclista                             | Pos        |
| 31         | Jakob Fuglsang (DEN)                 | 4t         |
| 32         | Peio Bilbao López de Armentia (ESP)  | 53è        |
| 33         | Omar Fraile Matarranz (ESP)          | 43è        |
| 34         | Gorka Izagirre Insausti (ESP) (ruta) | 28è        |
| 35         | Ion Izagirre Insausti (ESP)          | 1r         |
| 36         | Aleksei Lutsenko (KAZ) (ruta)        | DNF-6      |
| 37         | Luis León Sánchez Gil (ESP)          | 27è        |

| Deceuninck-Quick Step DQT | Deceuninck-Quick Step DQT   | Deceuninck-Quick Step DQT |
| ------------------------- | --------------------------- | ------------------------- |
| Núm                       | Ciclista                    | Pos                       |
| 41                        | Julian Alaphilippe (FRA)    | NP-4                      |
| 42                        | Rémi Cavagna (FRA)          | FC-6                      |
| 43                        | Dries Devenyns (BEL)        | 70è                       |
| 44                        | Mikkel Frølich Honoré (DEN) | 49è                       |
| 45                        | Enric Mas Nicolau (ESP)     | 11è                       |
| 46                        | Pieter Serry (BEL)          | 54è                       |
| 47                        | Petr Vakoč (CZE)            | DNF-6                     |

| AG2R La Mondiale ALM | AG2R La Mondiale ALM         | AG2R La Mondiale ALM |
| -------------------- | ---------------------------- | -------------------- |
| Núm                  | Ciclista                     | Pos                  |
| 51                   | Alexandre Geniez (FRA)       | DNF-4                |
| 52                   | Mikaël Cherel (FRA)          | 69è                  |
| 53                   | Clément Chevrier (FRA)       | 81è                  |
| 54                   | Mathias Frank (SUI)          | 67è                  |
| 55                   | Hubert Dupont (FRA)          | 61è                  |
| 56                   | Aurélien Paret-Peintre (FRA) | 72è                  |
| 57                   | Lawrence Warbasse (USA)      | 64è                  |

| Lotto-Soudal LTS | Lotto-Soudal LTS         | Lotto-Soudal LTS |
| ---------------- | ------------------------ | ---------------- |
| Núm              | Ciclista                 | Pos              |
| 61               | Jelle Vanendert (BEL)    | DNF-6            |
| 62               | Sander Armée (BEL)       | 74è              |
| 63               | Adam Hansen (AUS)        | DNF-3            |
| 64               | Bjorg Lambrecht (BEL)    | 19è              |
| 65               | Tomasz Marczyński (POL)  | 48è              |
| 66               | Maxime Monfort (BEL)     | DNF-6            |
| 67               | Tosh Van der Sande (BEL) | DNF-6            |

| Katusha-Alpecin TKA | Katusha-Alpecin TKA         | Katusha-Alpecin TKA |
| ------------------- | --------------------------- | ------------------- |
| Núm                 | Ciclista                    | Pos                 |
| 71                  | Enrico Battaglin (ITA)      | DNF-6               |
| 72                  | Willie Smit (RSA)           | FC-6                |
| 73                  | Ruben Guerreiro (POR)       | 36è                 |
| 74                  | Steff Cras (BEL)            | DNF-3               |
| 75                  | José Gonçalves Maciel (POR) | 63è                 |
| 76                  | Daniel Navarro García (ESP) | 47è                 |
| 77                  | Dmitri Strakhov (RUS)       | FC-6                |

| Team Sky SKY | Team Sky SKY                       | Team Sky SKY |
| ------------ | ---------------------------------- | ------------ |
| Núm          | Ciclista                           | Pos          |
| 81           | Geraint Thomas (GBR)               | 40è          |
| 82           | Jonathan Castroviejo Nicolás (ESP) | DNF-3        |
| 83           | David de la Cruz Melgarejo (ESP)   | 34è          |
| 84           | Kenny Elissonde (FRA)              | 84è          |
| 85           | Michał Gołaś (POL)                 | 89è          |
| 86           | Michał Kwiatkowski (POL) (ruta)    | DNF-4        |
| 87           | Diego Rosa (ITA)                   | DNF-6        |

| Mitchelton-Scott MTS | Mitchelton-Scott MTS        | Mitchelton-Scott MTS |
| -------------------- | --------------------------- | -------------------- |
| Núm                  | Ciclista                    | Pos                  |
| 91                   | Adam Yates (GBR)            | 5è                   |
| 92                   | Michael Albasini (SUI)      | DNF-6                |
| 93                   | Lucas Hamilton (AUS)        | 15è                  |
| 94                   | Damien Howson (AUS)         | 59è                  |
| 95                   | Mikel Nieve Iturralde (ESP) | 8è                   |
| 96                   | Nick Schultz (AUS)          | 60è                  |
| 97                   | Tsgabu Grmay (ETH)          | NP-6                 |

| UAE Team Emirates UAD | UAE Team Emirates UAD      | UAE Team Emirates UAD |
| --------------------- | -------------------------- | --------------------- |
| Núm                   | Ciclista                   | Pos                   |
| 101                   | Daniel Martin (IRL)        | 2n                    |
| 102                   | Sergio Henao Montoya (COL) | 14è                   |
| 103                   | Manuele Mori (ITA)         | DNF-6                 |
| 104                   | Tadej Pogačar (SLO)        | 6è                    |
| 105                   | Edward Ravasi (ITA)        | FC-6                  |
| 106                   | Rory Sutherland (AUS)      | DNF-5                 |
| 107                   | Diego Ulissi (ITA)         | 13è                   |

| EF Education First EF1 | EF Education First EF1       | EF Education First EF1 |
| ---------------------- | ---------------------------- | ---------------------- |
| Núm                    | Ciclista                     | Pos                    |
| 111                    | Daniel Martínez Poveda (COL) | 20è                    |
| 112                    | Sean Bennett (USA)           | DNF-6                  |
| 113                    | Hugh Carthy (GBR)            | 12è                    |
| 114                    | Simon Clarke (AUS)           | DNF-5                  |
| 115                    | Lawson Craddock (USA)        | 44è                    |
| 116                    | Alex Howes (USA)             | DNF-6                  |
| 117                    | Nathan Brown (USA)           | DNF-4                  |

| CCC Team CPT | CCC Team CPT                      | CCC Team CPT |
| ------------ | --------------------------------- | ------------ |
| Núm          | Ciclista                          | Pos          |
| 121          | Patrick Bevin (NZL)               | DNF-3        |
| 122          | Amaro Antunes (POR)               | 73è          |
| 123          | Víctor de la Parte González (ESP) | 16è          |
| 124          | Alessandro De Marchi (ITA)        | 29è          |
| 125          | Jonas Koch (GER)                  | FC-6         |
| 126          | Serge Pauwels (BEL)               | DNF-5        |
| 127          | Riccardo Zoidl (AUT)              | 94è          |

| Dimension Data TDD | Dimension Data TDD               | Dimension Data TDD |
| ------------------ | -------------------------------- | ------------------ |
| Núm                | Ciclista                         | Pos                |
| 131                | Benjamin King (USA)              | FC-6               |
| 132                | Steven Cummings (GBR)            | DNF-3              |
| 133                | Nicholas Dlamini (RSA)           | DNF-6              |
| 134                | Jacques Janse van Rensburg (RSA) | FC-6               |
| 135                | Amanuel Gebrezgabihier (ERI)     | 42è                |
| 136                | Tom-Jelte Slagter (NED)          | 77è                |
| 137                | Danilo Wyss (SUI)                | 65è                |

| Groupama-FDJ GFC | Groupama-FDJ GFC          | Groupama-FDJ GFC |
| ---------------- | ------------------------- | ---------------- |
| Núm              | Ciclista                  | Pos              |
| 141              | Rudy Molard (FRA)         | 30è              |
| 142              | Bruno Armirail (FRA)      | 86è              |
| 143              | David Gaudu (FRA)         | 18è              |
| 144              | Valentin Madouas (FRA)    | 17è              |
| 145              | Anthony Roux (FRA) (ruta) | NP-2             |
| 146              | Romain Seigle (FRA)       | 56è              |
| 147              | Léo Vincent (FRA)         | 46è              |

| Team Sunweb SUN | Team Sunweb SUN      | Team Sunweb SUN |
| --------------- | -------------------- | --------------- |
| Núm             | Ciclista             | Pos             |
| 151             | Nicolas Roche (IRL)  | DNF-4           |
| 152             | Chris Hamilton (AUS) | 52è             |
| 153             | Jai Hindley (AUS)    | 38è             |
| 154             | Marc Hirschi (SUI)   | 41è             |
| 155             | Sam Oomen (NED)      | NP-5            |
| 156             | Michael Storer (AUS) | 68è             |
| 157             | Florian Stork (GER)  | 82è             |

| Team Jumbo-Visma TJV | Team Jumbo-Visma TJV    | Team Jumbo-Visma TJV |
| -------------------- | ----------------------- | -------------------- |
| Núm                  | Ciclista                | Pos                  |
| 161                  | George Bennett (NZL)    | 22è                  |
| 162                  | Sepp Kuss (USA)         | 95è                  |
| 163                  | Bert-Jan Lindeman (NED) | DNF-6                |
| 164                  | Tony Martin (GER)       | DNF-6                |
| 165                  | Daan Olivier (NED)      | DNF-4                |
| 166                  | Neilson Powless (USA)   | 79è                  |
| 167                  | Jonas Vingegaard (DEN)  | 32è                  |

| Trek-Segafredo TFS | Trek-Segafredo TFS           | Trek-Segafredo TFS |
| ------------------ | ---------------------------- | ------------------ |
| Núm                | Ciclista                     | Pos                |
| 171                | Bauke Mollema (NED)          | 21è                |
| 172                | Julien Bernard (FRA)         | 93è                |
| 173                | Nicola Conci (ITA)           | 55è                |
| 174                | Fabio Felline (ITA)          | 75è                |
| 175                | Markel Irizar Aranburu (ESP) | FC-6               |
| 176                | Toms Skujiņš (LAT)           | 39è                |
| 177                | Peter Stetina (USA)          | 51è                |

| Cofidis, Solutions Crédits COF | Cofidis, Solutions Crédits COF    | Cofidis, Solutions Crédits COF |
| ------------------------------ | --------------------------------- | ------------------------------ |
| Núm                            | Ciclista                          | Pos                            |
| 181                            | Jesús Herrada López (ESP)         | 66è                            |
| 182                            | John Darwin Atapuma Hurtado (COL) | FC-6                           |
| 183                            | Loïc Chetout (FRA)                | FC-6                           |
| 184                            | Nicolas Edet (FRA)                | FC-6                           |
| 185                            | Jesper Hansen (DEN)               | FC-6                           |
| 186                            | Luis Ángel Maté Mardones (ESP)    | 50è                            |
| 187                            | Anthony Perez (FRA)               | 33è                            |

| Euskadi Basque Country-Murias EUS | Euskadi Basque Country-Murias EUS  | Euskadi Basque Country-Murias EUS |
| --------------------------------- | ---------------------------------- | --------------------------------- |
| Núm                               | Ciclista                           | Pos                               |
| 191                               | Mikel Bizkarra Etxegibel (ESP)     | 25è                               |
| 192                               | Sergio Samitier (ESP)              | 80è                               |
| 193                               | Enrique Sanz Unzué (ESP)           | DNF-5                             |
| 194                               | Mikel Iturria Segurola (ESP)       | 78è                               |
| 195                               | Fernando Barceló Aragón (ESP)      | FC-6                              |
| 196                               | Garikoitz Bravo Oiarbide (ESP)     | 87è                               |
| 197                               | Óscar Rodríguez Garaicoechea (ESP) | 45è                               |

| Caja Rural-Seguros RGA CJR | Caja Rural-Seguros RGA CJR      | Caja Rural-Seguros RGA CJR |
| -------------------------- | ------------------------------- | -------------------------- |
| Núm                        | Ciclista                        | Pos                        |
| 201                        | Cristián Rodríguez Martín (ESP) | 92è                        |
| 202                        | Julen Amézqueta Moreno (ESP)    | 62è                        |
| 203                        | Jon Aberasturi Izaga (ESP)      | DNF-4                      |
| 204                        | Jon Irisarri (ESP)              | DNF-4                      |
| 205                        | Jonathan Lastra Martínez (ESP)  | 31è                        |
| 206                        | David González López (ESP)      | 88è                        |
| 207                        | Alexander Aranburu Deba (ESP)   | 71è                        |

| Manzana Postobón MZN | Manzana Postobón MZN        | Manzana Postobón MZN |
| -------------------- | --------------------------- | -------------------- |
| Núm                  | Ciclista                    | Pos                  |
| 211                  | Aldemar Reyes Ortega (COL)  | 35è                  |
| 212                  | Nicolás Sáenz (COL)         | DNF-5                |
| 213                  | Jhojan García (COL)         | 85è                  |
| 214                  | Daniel Jaramillo Diez (COL) | DNF-4                |
| 215                  | Bernardo Suaza (COL)        | DNF-5                |
| 216                  | Yecid Sierra (COL)          | 90è                  |
| 217                  | Carlos Quintero (COL)       | 26è                  |

| Burgos-BH BBH | Burgos-BH BBH               | Burgos-BH BBH |
| ------------- | --------------------------- | ------------- |
| Núm           | Ciclista                    | Pos           |
| 221           | Ángel Madrazo Ruiz (ESP)    | DNF-3         |
| 222           | Jetse Bol (NED)             | FC-6          |
| 223           | José Fernandes (POR)        | DNF-3         |
| 224           | Nicolas Sessler (BRA)       | 96è           |
| 225           | Jesús Ezquerra (ESP)        | FC-6          |
| 226           | Diego Rubio Hernández (ESP) | DNF-5         |
| 227           | Ricardo Vilela (POR)        | DNF-4         |